# Proton Juara
La Proton Juara è un piccolo micro van a 5 porte prodotto dalla casa automobilistica malese Proton dal 2001 al 2003.

## Caratteristiche
Questo micro van non è altro che una versione rivista della Mitsubishi Town Box, vettura venduta sul mercato giapponese caratterizzato da un abitacolo molto spazioso e sfruttabile. Lunga poco più di 3 metri e 60 cm la Juara è stata prodotta per un arco di tempo ridotto poiché non ha riscontrato il successo sperato. Infatti questo tipo di vetture possiede un design poco gradevole alla vista e una forma squadrata da furgoncino. Le porte laterali posteriori sono scorrevoli il che semplifica l'accesso dei carichi pesanti nell'abitacolo.
Una delle specifiche dello Juara era la carrozzeria con paraurti bombati stile Suv e cerchi in lega presenti come optional, la calandra anteriore era stata ridisegnata rispetto al modello Mitsubishi, le sospensioni erano state irrigidite per andare maggiormente incontro alle esigenze della clientela malese.
Il motore era un piccolo 1.1 quattro cilindri ad iniezione elettronica erogante 71 cavalli abbinato ad un cambio automatico a 4 rapporti con overdrive e alla trazione anteriore. Una versione adatta al fuoristrada leggero venne offerta in seguito caratterizzata dall'assetto rialzato e dagli scudi paracolpi in colorazione differente rispetto al resto della carrozzeria ma la trazione rimase sulle ruote motrici anteriori.
Il Juara disponeva di sospensioni anteriori a ruote indipendenti con schema MacPherson e posteriori con schema a ruote interconnesse e assale torcente.
La Juara venne assemblata in poco più di 1.000 esemplari l'anno e venne sostituita dalla recente Proton Exora.